# 영진고등학교 (경남)
영진고등학교는 경상남도 고성군 영오면에 있었던 사립 고등학교이다.

## 연혁
- 1978년 : 개교[1]
- 2001년 : 폐교

## 참고 자료
- 통폐합 학교 현황 - 경상남도교육청 (2009년)